# Старий парк

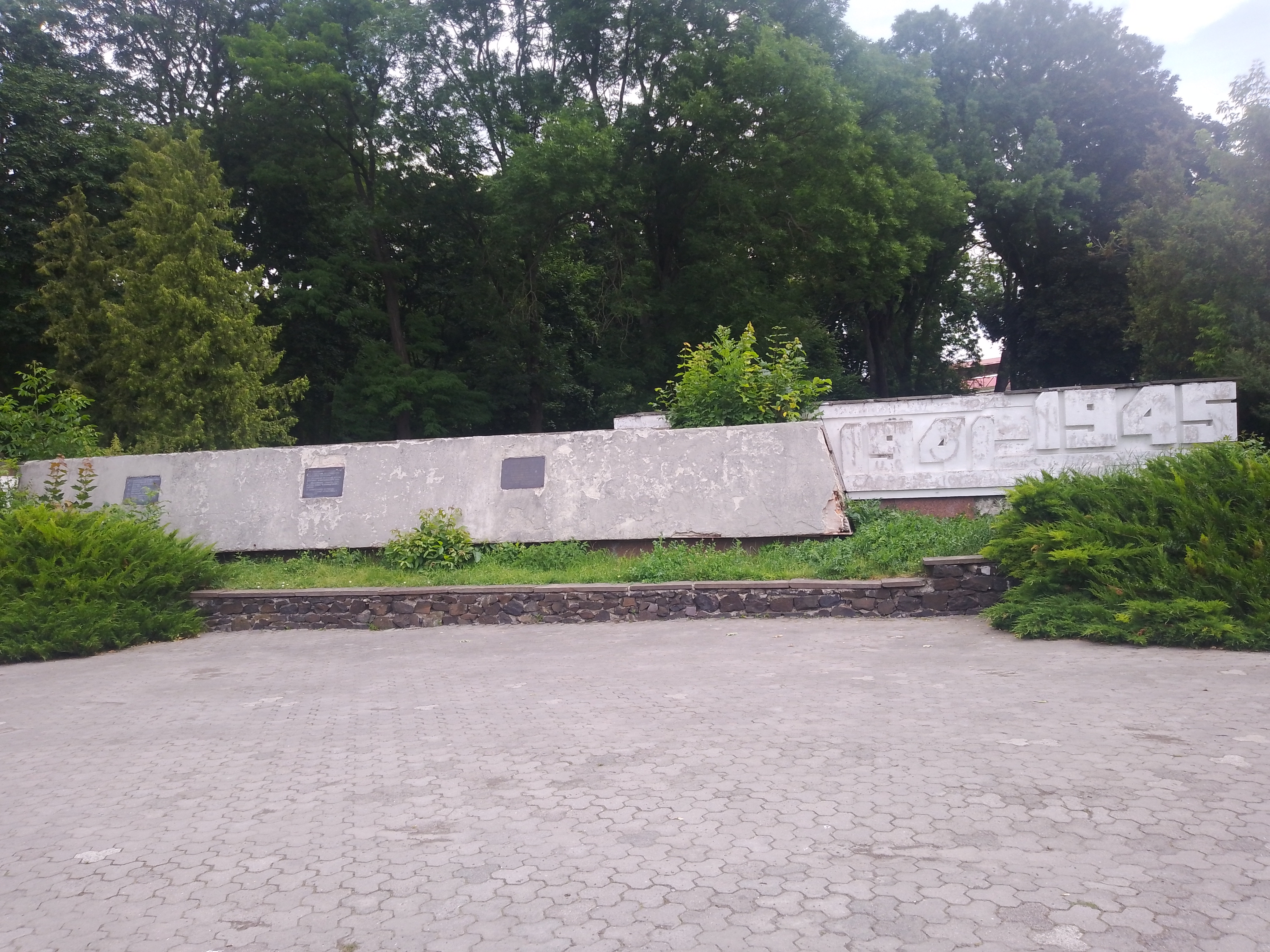
Залишки Парку Слави (2025)

Стари́й парк — найстаріший з парків Тернополя, засаджений наприкінці XIX століття, парк-пам'ятка садово-паркового мистецтва.
У 1970—1991 роках називався «Парк Слави».
Розташований у Тернополі в межах вулиць Генерала Шухевича, Євгена Петрушевича, Клінічної, біля центрального міського стадіону.
Входить до складу природно-заповідного фонду України, оголошений рішенням виконкому Тернопільської обласної ради від 19 березня 1977 року № 131, зі змінами, затвердженими рішенням Тернопільської обласної ради від 27 квітня 2001 № 238 та рішенням Тернопільської обласної ради від 23 грудня 2005 № 518.

## Історія
У 1861 році парк закладено стараннями тодішнього бургомістра Володимира Мандля. Керував розбивкою парку відомий ботанічний садівник зі Львова — К. Бауер. Хоча цей парк був невеликий за розміром (близько 7 га), проте гарно впорядкований. Тут росли в діжках різноманітні тропічні рослини: банани, агави, пальми, кипариси, які на зиму заносили в оранжерею.
У парку часто проводилися українські фестини, зльоти, лотереї, свята, співалися пісні. В липні 1887 р. тут відбулася друга крайова етнографічна виставка, на якій був присутній спадкоємець австрійського престолу ерц-герцог Рудольф.
29 вересня 1896 р. на честь 300-ліття Брестської Унії в парку насипано Холм Унії.
У 1897 р. в парку встановили погруддя доброчинця міста — бургомістра Мандля, який виконав львівський скульптор Дикле.
У 1901 році стараннями Товариства приятелів музики тут організовано літній театр, де відбувалися вистави.
Під час Другої світової війни старий парк зруйновано. З квітня 1944 р. Старий парк став місцем поховання воїнів, полеглих у боях з німецько-нацистськими загарбниками. У 1970 році на місці Холма Унії радянська влада насипала Курган Слави і спорудила меморіальний комплекс.
З початком відбудови Тернополя його наново засаджено. 9 травня 1970 року, в день святкування 25 річчя Перемоги його названо на честь воїнів німецько-радянської війни Парком Слави. Тоді ж відкрито меморіальний комплекс і насипано «Курган Слави». При реконструкції парку знесені старі будівлі, викорчувана частина дерев і кущів.

## Дизайн

### Рослинність
Нині в Старому парку нараховується близько 40 видів дерев та кущів. Основу дерев становлять старожили парку — тополя біла, бук лісовий, клен ясенолистий, а також інші листяні (дуб, ясен, бук, граб, липа, каштан) та хвойні — (модрина, ялина, ялиця, ялівець звичайний, ялівець козацький, ялина канадська) дерева і кущі.

### Вічний вогонь
Композиція із шести бетонних пілонів, що символізують переможний салют, розташована на пагорбі висотою 6,5 м і діаметром в основі 35 м.
У центрі розташований «вічний вогонь» та подвійний пілон з орденом Вітчизняної війни (карбування на міді). Нижня частина пілонів скріплена бетонним поясом у формі обруча. З двох боків сходи ведуть на гранітну трибуну. Перед монументом — надгробна плита на могилі Невідомого солдата. На плиті викарбувано напис: «ім'я твоє невідоме, подвиг твій безсмертний». Весь скульптурно-меморіальний комплекс реконструйований у 1984 р. до 40-річчя визволення Тернополя.

### Скульптурна композиція «Материнський поклик»
Зліва біля центрального входу в парк встановлена карбована з міді 10-ти метрова скульптура «Материнський поклик» (скульптори Василь Садовник, Казимир Сікорський, 1985 р.)

### Військова техніка
У південно-східній частині парку є кілька одиниць військової техніки: танк, гармата, бронемашина. На гранітній горизонтальній стелі — перелік з'єднань і частин, що відзначились при визволенні Тернополя від німецьких загарбників й отримали почесні найменування. Наприкінці серпня 2016 року за рішенням Тернопільської міської ради БТР як муляж для випробувань передали тернопільському НТП «Промінь».

### Військове кладовище
Біля алеї Героїв розміщене військове кладовище, відкрите в 1944 р. Має форму прямокутника (12х28 м) з напівкруглим виступом, радіус якого 8 метрів. Тут поховані 4 Герої Радянського Союзу — Олександр Максименко, Микола Карпенко, Анатолій Живов, Григорій Танцоров та ще 226 воїнів. Усього 27 горизонтальних плит із темно-сірого граніту в три ряди, на яких викарбувані імена загиблих.
На кладовищі 19 могил воїнів, що загинули в 1944 р.:
- братських — 6,
- індивідуальних — 13;

з них могил, де поховано Героїв Радянського Союзу:
- братських — 1 (поховано два Герої Радянського Союзу),
- індивідуальних — 1.

### Алея Слави
Від центрального входу до парку і скульптурної групи «Мати» веде алея до «вічного вогню». З лівого боку алеї на гранітних постаментах встановлено погруддя: А. П. Живова, М. Г. Пігорєва, В. А. Чалдаєва, Г. В. Танцорова, М. Г. Карпенка, О. П. Максименка.
Скульптори постаментів: Т. І. Невесела, М. В. Невеселий, І. В. Козлик, В. Г. Садовник, В. М. Мельник.

Пам'ятники
Пам'ятник Анатолію Живову
Пам'ятник Григорію Танцорову
Пам'ятник Миколі Пігорєву
Пам'ятник Віктору Чалдаєву
Пам'ятник Олександру Максименку
Пам'ятник Миколі Карпенку

### Храми
У Старому Парку є дві культові споруди:
- Дім молитви ХВЄ.
- дерев'яна Церква Зарваницької Божої Матері УГКЦ, споруджена у 2008.

## Публічні заходи
У часи Радянського союзу та на початках Незалежності України до 2014 року 9 травня тут відбуваються заходи присвячені Дню перемоги над нацизмом у Другій світовій війні. Від 2014 року вшанування пам'яті загиблих відбуваються 8 травня в День пам'яті та примирення.

## Світлини

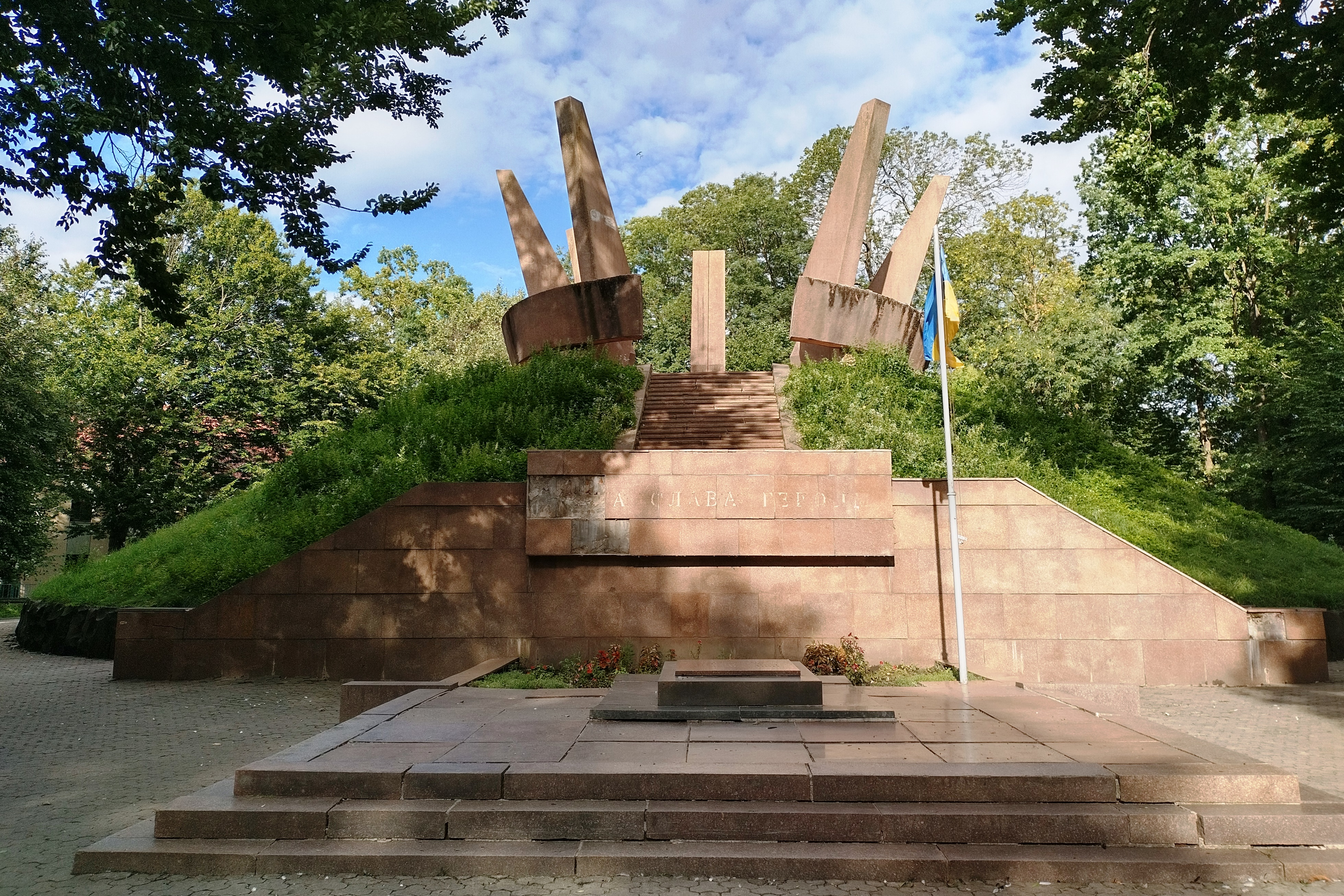
Вічний вогонь
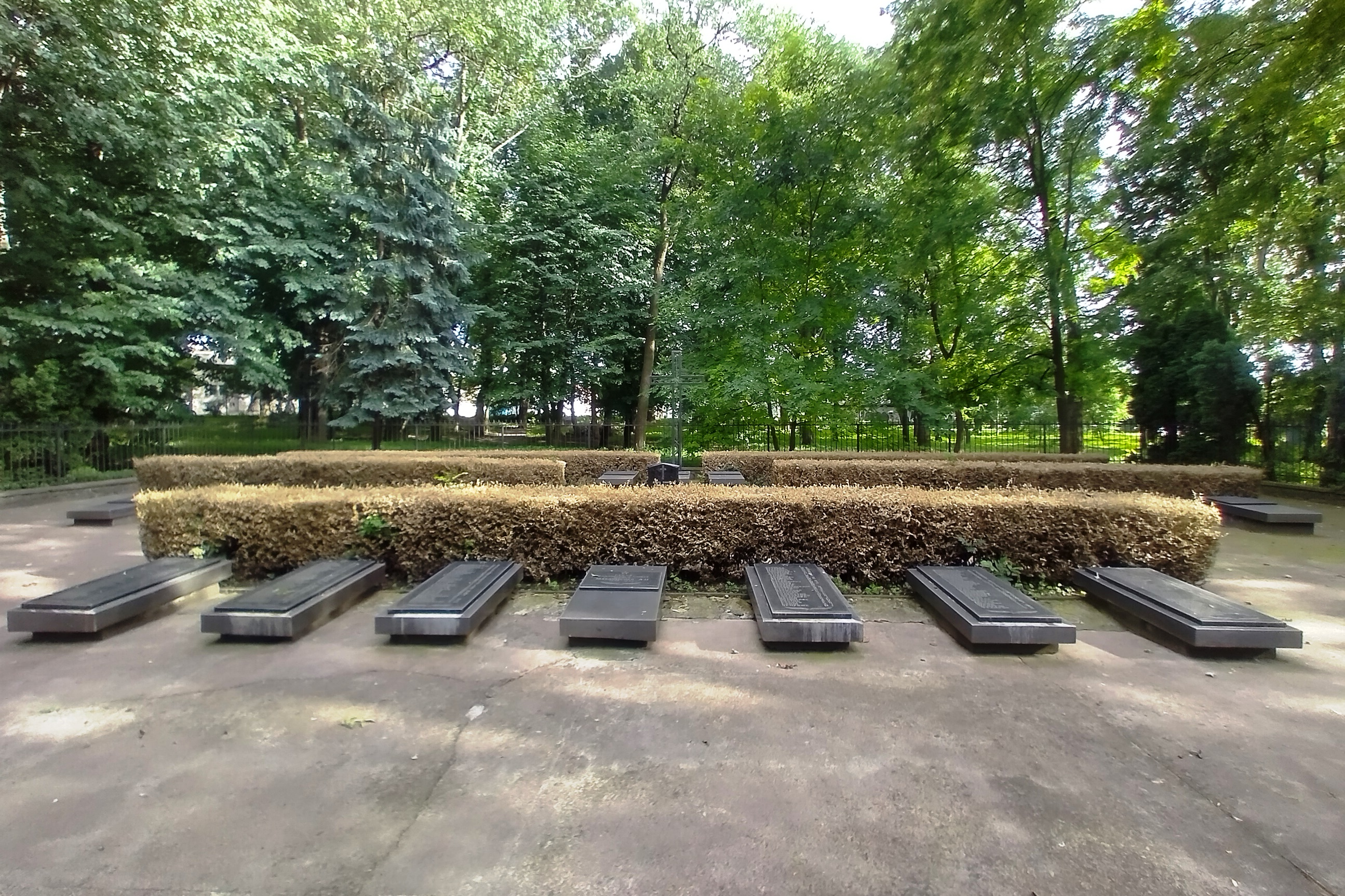
Військове кладовище
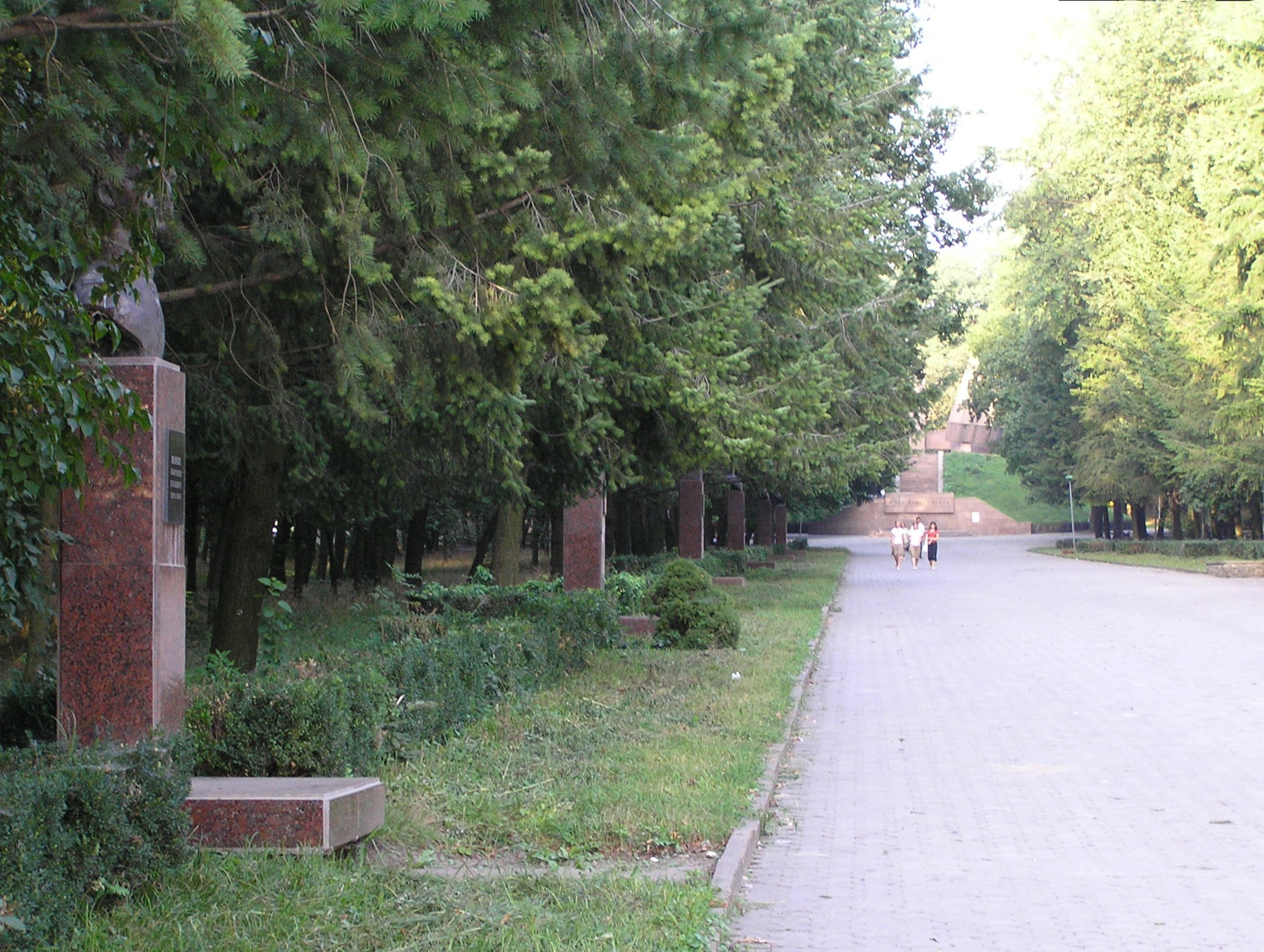
Алея Слави
Материнський поклик
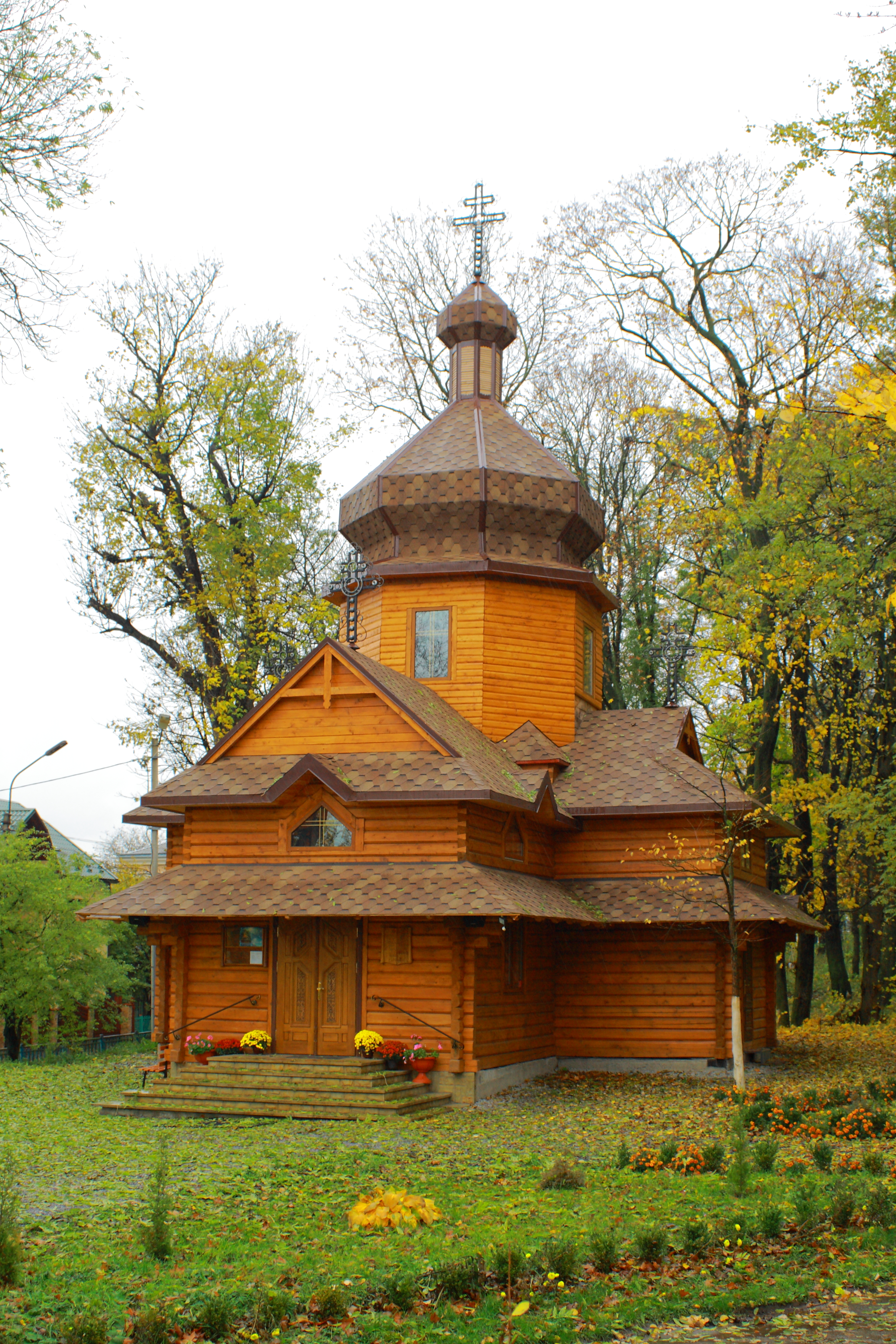
Церква Зарваницької Божої Матері